# Sân vận động Hàng Đẫy
Sân vận động Hàng Đẫy là một sân vận động nằm trên đường Trịnh Hoài Đức, phường Ô Chợ Dừa, Hà Nội với sức chứa khoảng 22.500 chỗ ngồi. Trước khi có sân vận động Quốc gia Mỹ Đình, Hàng Đẫy là sân nhà và là nơi tổ chức các trận thi đấu của đội tuyển Quốc gia Việt Nam cũng như các đội tuyển nữ và Olympic. Đây cũng là nơi tổ chức nhiều sự kiện thể thao, văn hóa của Hà Nội và Việt Nam. Năm 1998, các trận khai mạc, bảng B và chung kết Cúp Tiger đã diễn ra tại đây.
Trong khoảng thời gian từ năm 2000 đến 2006, sân vận động Hàng Đẫy được đổi tên thành Sân vận động Hà Nội.
Sân vận động Hàng Đẫy hiện là sân nhà của hai câu lạc bộ là CLB Hà Nội và Công an Hà Nội thi đấu tại V.League 1, giải đấu cao nhất của bóng đá Việt Nam.

## Lịch sử

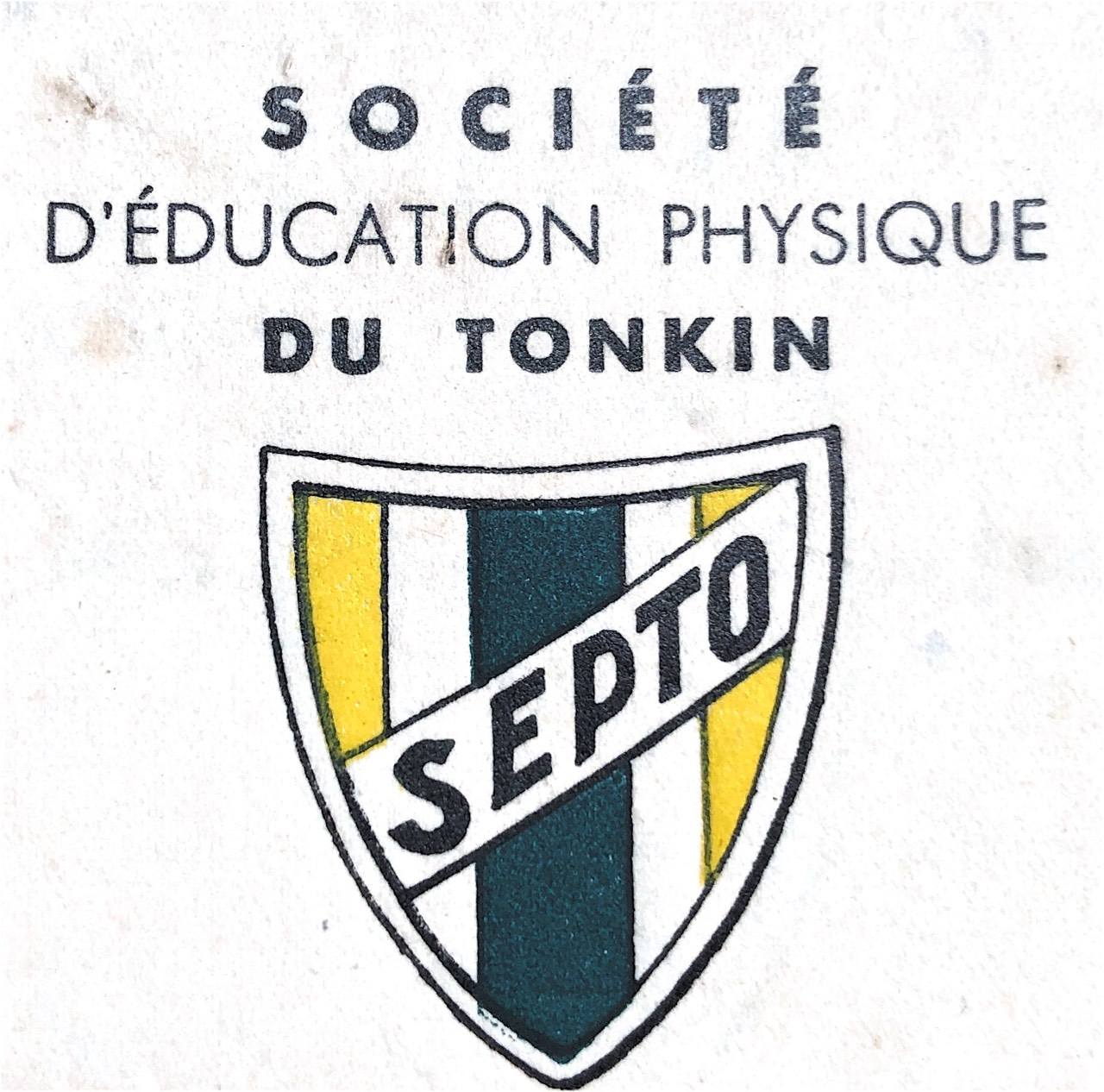
Logo Hội thể dục Bắc Kỳ trước năm 1955

Nằm giữa làng Bích Câu và phố Hàng Đẫy cũ, sân vận động Hàng Đẫy ban đầu được xây dựng và sử dụng cho Trường thể dục Hà Nội (Hanoi's École d'Éducation Physique - EDEP) từ năm 1934, sau đổi tên thành Hội thể dục Bắc Kỳ (Socíeté d'Éducation Physique du Tonkin - SEPTO). Giai đoạn 1936–1938, sân được gọi là sân SEPTO với chỉ 400 ghế ngồi bằng gỗ và hàng rào bao quanh với diện tích gần 20m², nhưng mặt sân rất gồ ghề, không có hệ thống thoát nước cũng như nơi ăn ở, vệ sinh cho cầu thủ và khán giả.
Năm 1954, sau khi Việt Minh tiếp quản Hà Nội, do yêu cầu tăng cường sức khỏe cho người dân và phát triển phong trào thể dục thể thao (TDTT), Chính phủ Việt Nam Dân chủ Cộng hòa đã cho xây lại sân Hàng Đẫy với chủ trương "đẹp, tốt, rộng, đúng quy cách hiện đại". Khởi công vào ngày 16 tháng 2 năm 1957 và khánh thành vào ngày 24 tháng 8 năm 1958, một tiến độ thi công được xem là rất tốc độ vào thời bấy giờ, sân Hàng Đẫy mới chính thức được khánh thành với diện tích 21.844m², bao bọc bởi tường cao có 14 cửa nhỏ và 3 cửa lớn, chính giữa là sân bóng đá, xung quanh có đường chạy điền kinh, có sân bóng chuyền, bóng rổ,... Khán đài xây theo hình lòng chảo có 20 bậc chứa xấp xỉ 2,5 vạn người.

Kế hoạch xây dựng lại sân Hàng Đẫy 1957.

Những con số xây dựng khi đó đã cho thấy tầm cỡ, quy mô của sân Hàng Đẫy: Xi măng 670 tấn; Gạch 1.825,50 viên; Than xỉ 2.112 tấn 600; Sắt 69 tấn 359; Vôi 292 tấn 690. Đặc biệt, công trình này gắn với nhân dân Thủ đô, khi tham gia vào việc xây dựng là 101.304 công. Riêng toàn bộ việc cấy thảm cỏ mặt sân đều do các em thiếu nhi đảm trách. Trận đấu khai sân diễn ra giữa 2 đội tuyển Phnôm Pênh (Campuchia) và Hải Phòng. Cấu trúc này hầu như vẫn giữ nguyên cho đến ngày nay với một số nâng cấp được thực hiện vào thập niên 90.
Khán đài là hệ thống xây theo hình lòng chảo có hơn 20 bậc ngồi với sức chứa 25.000 chỗ. Phía Tây dọc phố Trịnh Hoài Đức là khán đài A có mái che chiếm 2/3 chiều dài. Dưới khán đài có 128 phòng dùng cho việc sinh hoạt, ăn ở, tập luyện, vệ sinh của vận động viên...
Kể từ đó, sân Hàng Đẫy trở thành "địa chỉ đỏ" của thể thao miền Bắc nói chung và thể thao Hà Nội nói riêng. Bên cạnh các kỳ Đại hội TDTT toàn quốc, Đại hội TDTT Hà Nội,... Hàng Đẫy là điểm đến hàng đầu của làng túc cầu Việt, từ giải bóng đá Quân đội các nước xã hội chủ nghĩa (SKDA) trước đây, đến Tiger Cup 1998, thậm chí cả SEA Games 22 năm 2003 sau này dù đã có Sân vận động Quốc gia Mỹ Đình.

Sân Hàng Đẫy năm 2017 với bên ngoài được T&T sơn sửa lại.

Hàng Đẫy cũng là đại bản doanh của nhiều đội bóng đá lừng danh của Thủ đô trước đây như: Công an Hà Nội, Tổng cục Đường sắt, hay kể cả Thể Công từ năm 1999... và sau này là những Hòa Phát Hà Nội, Hà Nội. ACB,... Giai đoạn đỉnh cao, vào mùa giải, Hàng Đẫy là sân nhà của 4 đội bóng chuyên nghiệp là Hà Nội T&T, Hà Nội. ACB, Hà Nội và Hòa Phát Hà Nội khi Hà Nội T&T đã lên ngôi vô địch V-League 2010 còn Hà Nội. ACB giành quyền thăng hạng trên sân nhà Hàng Đẫy; Viettel chuyển giao đội trẻ sang thành Hà Nội cùng thi đấu với Hòa Phát Hà Nội. Sân đấu này cũng có lúc được 3 đội bóng chuyên nghiệp đồng thời lựa chọn là sân nhà, điển hình như năm 2017 là Hà Nội, Viettel và Công an Nhân dân, trong khi mùa giải 2018 là Hà Nội, Hà Nội B (thực chất là đội U-19 Hà Nội) và Viettel. Từ mùa giải 2023, sân Hàng Đẫy cũng sẽ được 3 CLB tại V.League 1 sử dụng: Hà Nội, Thể Công - Viettel và Công an Hà Nội.

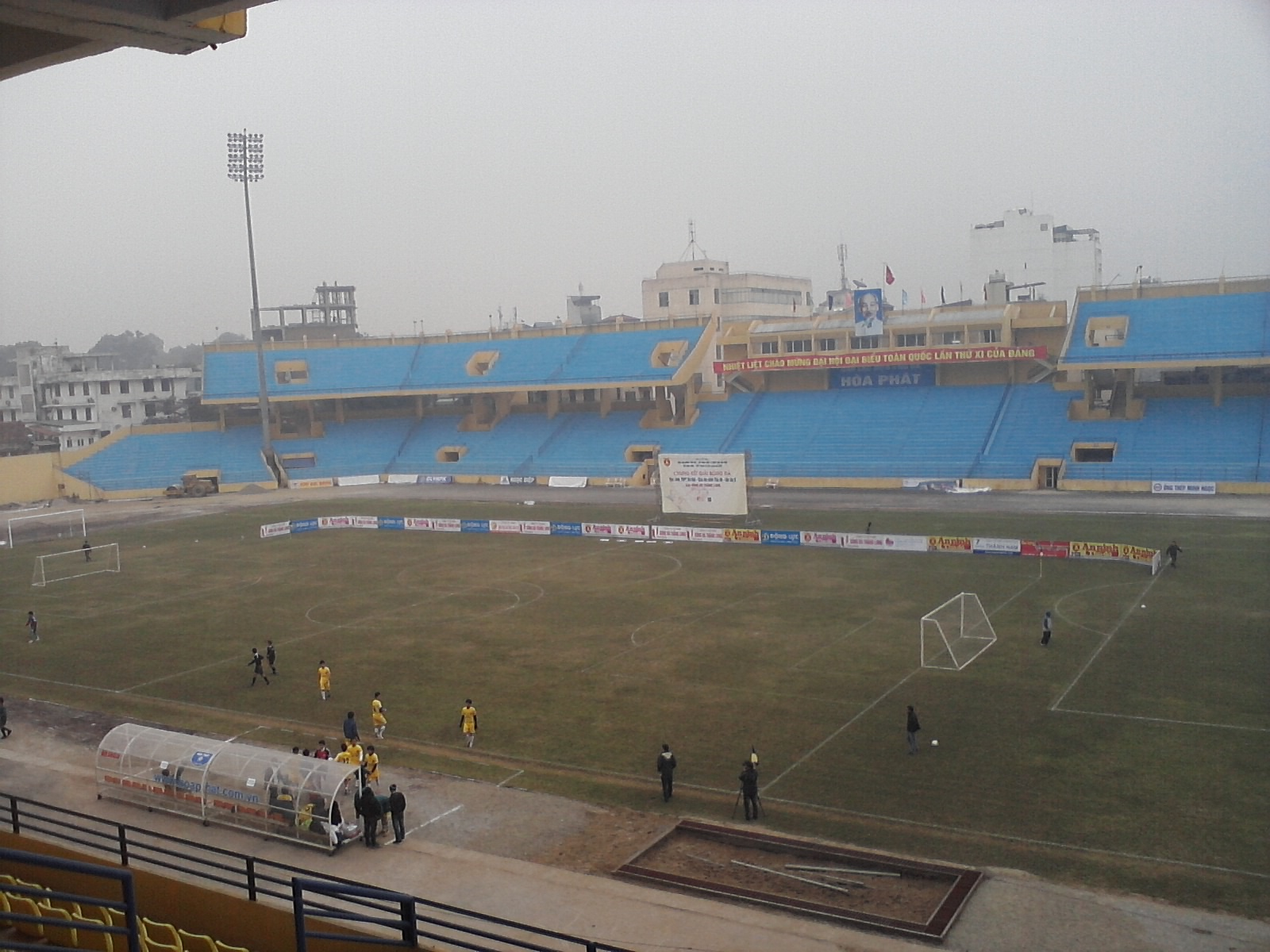
Sân Hàng Đẫy năm 2010.

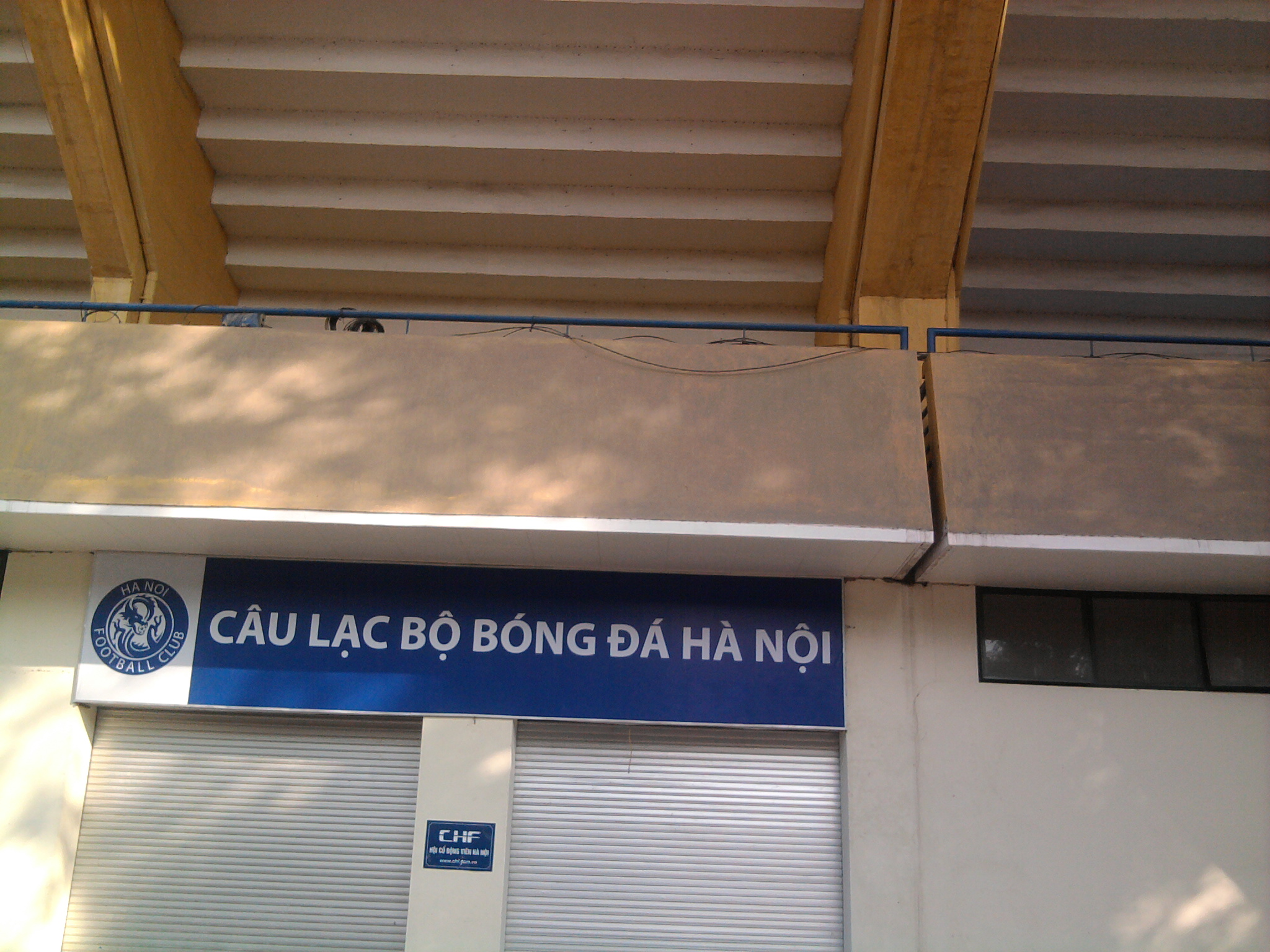
Sân vận động Hàng Đẫy năm 2012

## Nâng cấp
Trong suốt lịch sử dài đến 60 năm, sân Hàng Đẫy đã nhiều lần được sửa chữa, nâng cấp nhằm hoàn thiện theo tiêu chuẩn quốc tế. Đáng kể nhất là vào thập niên 90 nhằm phục vụ cho Tiger Cup 1998 với hệ thống chiếu sáng mới hiện đại; chỉnh sửa mặt sân, thay cỏ; lắp ghế ngồi, đồng hồ điện tử, bảng điện tử; mở rộng và nâng sức chứa lên hơn 3 vạn chỗ ngồi.
Vào đầu những năm 2000, nhằm chuẩn bị cho SEA Games 22 năm 2003 tại Việt Nam, sân đấu này cùng không gian xung quanh được nâng cấp, quy hoạch lại. Tuy nhiên tới sau năm 2010, sân bắt đầu xuống cấp và đạt tới mức nghiêm trọng vào năm 2015.

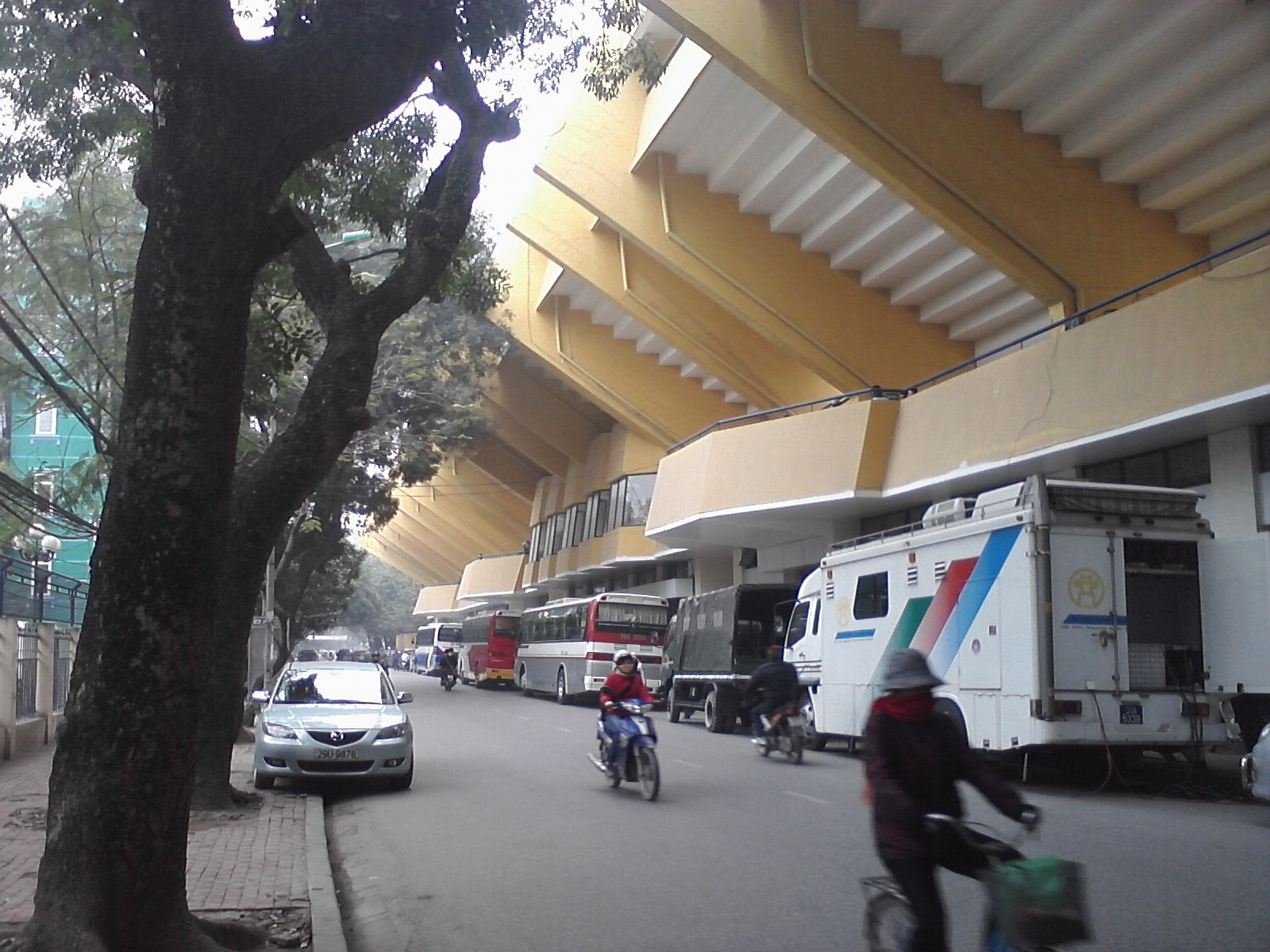
Bên ngoài sân Hàng Đẫy năm 2011

Phối cảnh sân Hàng Đẫy trong tương lai

Năm 2017, công trình này cũng được nâng cấp lần nữa với số kinh phí hơn 10 tỷ đồng sau khi thành phố Hà Nội quyết định giao sân cho đội bóng Hà Nội. Tới đầu năm 2018, tập đoàn T&T công bố kế hoạch dỡ bỏ và xây mới lại toàn bộ sân Hàng Đẫy với kinh phí lên đến 250 triệu euro (khoảng gần 7 ngàn tỷ đồng). Tập đoàn Bouygues (Pháp) đã nhận được nhận gói thầu này và dự kiến bất đầu thi công từ quý 4 năm 2018. Theo thiết kế, sân Hàng Đẫy mới có 4 tầng hầm, 2 tầng nổi và khán đài tạo thành quần thể văn hoá thể thao và dịch vụ, thay vì chỉ phục vụ cho thể thao như hiện tại. Sân Hàng Đẫy mới dự kiến không còn đường piste, có sức chứa 2 vạn khán giả, có mái che theo tiêu chuẩn FIFA. Đặc biệt, sân thi đấu bóng đá được đặt ở tầng nổi thứ 2, phía trên một loạt công trình dịch vụ, văn hoá như rạp chiếu phim, trung tâm tổ chức sự kiện hay hệ thống tầng hầm để xe, phục vụ cho toàn khu vực dân cư kế cận. Tuy nhiên, do nhiều vướng mắc, cho tới năm 2024 dự án này vẫn chưa được triển khai.

## Thiết kế

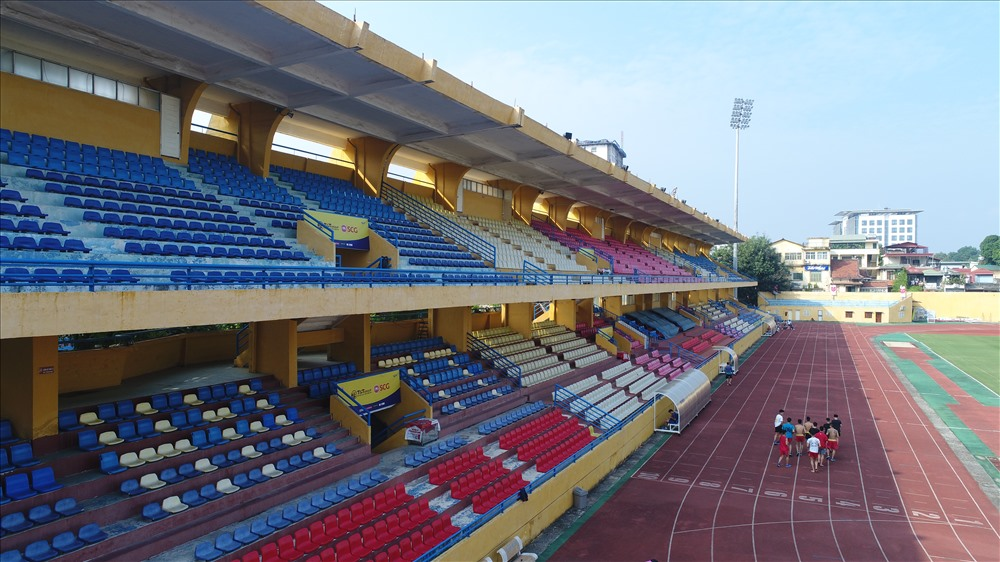
Sân vận động Hàng Đẫy năm 2021

### Giao thông
Sân Hàng Đẫy nằm trên đường Trịnh Hoài Đức, phường Ô Chợ Dừa, Hà Nội. Vào những ngày diễn ra những trận bóng, đặc biệt là vào dịp cuối tuần thì những con đường xung quanh sân đều trở nên đông đúc, nhộn nhịp. Do sân không có khu vực gửi xe nên khán giả tới đây thường gửi xe ở xung quanh sân như bệnh viện Xanh Pôn,  hoặc tại các tòa chung cư, khách sạn xung quanh với mức giá dao động từ 10.000đ - 15.000đ/lượt đối với xe máy và 40.000đ-50.000đ/lượt đối với ô tô.
Sân Hàng Đẫy nằm gần bến xe buýt Kim Mã và nhà ga Cát Linh nằm trong hệ thống đường sắt đô thị Hà Nội. Các tuyến đường sắt tại nhà ga gồm có Tuyến số 2A và Tuyến số 3 (đang thi công).

### Khán đài
Sân vận động bao gồm 4 khán đài, được xây dựng theo hình lòng chảo có 20 bậc chứa. Dưới khán đài có 128 phòng dùng cho việc sinh hoạt, ăn ở, tập luyện, vệ sinh của vận động viên,... Tổng cộng, sân có sức chứa 22.500 chỗ ngồi.
Tuy nhiên, sau thời gian sử dụng quá dài, sân Hàng Đẫy đã xuống cấp trầm trọng. Hệ thống lan can ở tầng 2 bị nứt nhiều chỗ, có thể gây nguy hiểm khi nhiều khán giả tựa vào trong khi các khán đài xuất hiện nhiều vết nứt, các lớp sơn tường bong tróc, ghế bị vỡ chưa được thay, đặc biệt là khu vực vệ sinh đã xuống cấp khi thường trong trạng thái cáu bẩn, bốc mùi còn trong khi nhà tắm tập thể cũng cũng đã cũ kỹ, xuống cấp và thường trong trạng thái mất nước.

### Mặt sân
Mặt sân có kích thước 105 x 68 m, được bao quanh bởi một đường chạy điền kinh 8 làn.
Mặt sân Hàng Đẫy đã từng vô cùng mấp mô, nhưng từ năm 2017, với sự quyết liệt của lãnh đạo CLB Hà Nội, thảm cỏ sân Hàng Đẫy đã được khoác lên bộ áo mới, mượt mà và xanh ngát để trở thành một trong những sân vận động có mặt cỏ đẹp nhất Việt Nam. Việc nâng cấp mặt sân Hàng Đẫy thời điểm đó thể hiện sự quyết tâm của đội bóng khi muốn nâng tầm sự chuyên nghiệp cũng như thể hiện sự tôn trọng đối với người hâm mộ. Mặt sân nâng cấp cũng giúp cho các cầu thủ đầy kĩ thuật của CLB Hà Nội phô diễn tài năng chơi bóng, giúp đội bóng thể hiện được lối chơi tấn công đẹp mắt.

## Các sự kiện lớn
- Lễ kỷ niệm 990 năm Thăng Long Hà Nội
- Đại hội Thể thao Sinh viên Đông Nam Á 2006

### Cúp Tiger 1998
| Ngày                | Giờ   | Đội       | Kết quả | Đội       | Vòng      | Khán giả |
| ------------------- | ----- | --------- | ------- | --------- | --------- | -------- |
| 26 tháng 8 năm 1998 | 18:15 | Malaysia  | 0 - 2   | Singapore | Bảng B    | 5.000    |
| 26 tháng 8 năm 1998 | 20:45 | Việt Nam  | 4 - 1   | Lào       | Bảng B    | 20.000   |
| 28 tháng 8 năm 1998 | 18:15 | Malaysia  | 0 - 0   | Lào       | Bảng B    | 15.000   |
| 28 tháng 8 năm 1998 | 20:45 | Việt Nam  | 0 - 0   | Singapore | Bảng B    | 15.000   |
| 30 tháng 8 năm 1998 | 18:15 | Singapore | 4 - 1   | Lào       | Bảng B    | 15.000   |
| 30 tháng 8 năm 1998 | 20:45 | Việt Nam  | 1 - 0   | Malaysia  | Bảng B    | 15.000   |
| 3 tháng 9 năm 1998  | 18:15 | Việt Nam  | 3 - 0   | Thái Lan  | Bán kết   | 23.000   |
| 5 tháng 9 năm 1998  | 20:00 | Việt Nam  | 0 - 1   | Singapore | Chung kết | 25.000   |

### Đại hội Thể thao Đông Nam Á 2003
| Ngày                | Giờ   | Đội      | Kết quả | Đội       | Vòng   |
| ------------------- | ----- | -------- | ------- | --------- | ------ |
| 4 tháng 12 năm 2003 | 19:30 | Việt Nam | 1 - 0   | Indonesia | Bảng A |
| 7 tháng 12 năm 2003 | 17:00 | Việt Nam | 1 - 0   | Lào       | Bảng A |

### AFF Suzuki Cup 2018
| Ngày                 | Giờ   | Đội      | Kết quả | Đội       | Vòng   | Khán giả |
| -------------------- | ----- | -------- | ------- | --------- | ------ | -------- |
| 24 tháng 11 năm 2018 | 19:30 | Việt Nam | 3 - 0   | Campuchia | Bảng A | 14.000   |

### Giải vô địch bóng đá ASEAN 2024
| Ngày                 | Giờ   | Đội        | Kết quả | Đội       | Vòng   | Khán giả |
| -------------------- | ----- | ---------- | ------- | --------- | ------ | -------- |
| 8 tháng 12 năm 2024  | 20:00 | Đông Timor | 0 - 10  | Thái Lan  | Bảng A | 1,239    |
| 14 tháng 12 năm 2024 | 17:30 | Đông Timor | 0 - 3   | Singapore | Bảng A | 1,000    |